# Titus Steel
Titus Steel (ur. 31 marca 1975 w Bukareszcie) – rumuński aktor, scenarzysta, reżyser i producent filmów pornograficznych.

## Wczesne lata
Urodził się i wychował w Bukareszcie jako syn Mioary Pătrășcu. Po raz pierwszy obejrzał film porno w wieku 12 lat. Mając dziewiętnaście lat postanowił zostać aktorem porno, udał się na casting i został wybrany. W 1994 zamieszkał w Niemczech, gdzie pierwsze pieniądze, jakie otrzymał za sceny seksu, były w markach niemieckich (ok. 500–600 za jedną scenę, zakwaterowanie, wyżywienie, rachunek za transport, nie wchodziły w zakres takich wydatków), na krótko przed pojawieniem się euro. 

## Kariera w branży porno
Pracował głównie dla niemieckich wytwórni filmowych Magmafilm GmbH z siedzibą w Essen i Multi Media Verlag (MMV), m.in. parodii serialu Słoneczny patrol – Babewatch XXX 3, 5-6, 9 (1999–2000), Rain Man (1996), Seksualna pomoc techniczna (Sex Support, 1996) czy Bez limitu (No Limit, 1997), a także w serii Uromania (1999–2001) ze scenami urofilii. W melodramacie MMV Szkoła uwodzenia (Eiskalte Engel, 2002) z Horstem Baronem i Steve’em Holmesem zagrał uzależnionego od narkotyków Paula.
W 2002 został zaangażowany do rumuńskiej produkcji porno Floyd Agency P Stars w Bukareszcie. Wystąpił w wysokobudżetowej koprodukcji włosko-francusko-niemieckiej Faust (2002) wg Christophera Marlowe’a w reżyserii Mario Salieriego. W 2004 wziął udział w produkcji Zoltána Nagy.
W 2006 w Aradzie otrzymał nagrodę Amor (Organizatorii Targului Erotic) jako „Najlepszy aktor”.
Wystąpił w blisko 500 filmach różnych firmach produkcyjnych, w tym Jules Jordan Video, Private Media Group, Pure Play Media, Digital Playground, Evil Angel, Marc Dorcel, Jules Jordan Wideo, Cruel Media czy Bohem Production w Pradze Šeberov. Współpracował z takimi reżyserami jak Pierre Woodman, Rocco Siffredi czy Raul Cristian.
Film Anal Attack 3 (2011) z jego udziałem oraz rodaka Mugura i węgierskich wykonawców – Dory Venter, Nicka Langa, Franka Majora i Lauro Giotto był nominowany do AVN Award 2012 jako „Najlepsza realizacja analna”. Był w scenie seksu grupowego z Mirą Shine (jako Lia Fire), Ginną Brigitta i Frankiem Gunem w filmie w reżyserii Raula Cristiana – Jules Jordan Video/Cruel Media Sperm Swap In Europe 5 (2013), który przyniósł dwie nominacje – do AVN Award w kategorii „Najlepszy zagraniczny film niepełnometrażowy” i XBIZ Award w kategorii „Europejska niepełnometrażowa realizacja roku”.
W wieku 42 lat zrezygnował z występów w filmach i poświęcił się jako reżyser i scenarzysta; 3–4 filmy rocznie, zarabiając od 5 tys. do 10 tys. euro za jedną produkcję.

## Obecność w kulturze masowej
W dreszczowcu Nieobliczalny (Shadow Man, 2006) pojawił się u boku Stevena Seagala jako barman.
12 listopada 2007 w programie Sedno problemu emitowanym w telewizji rumuńskiej miał premierę film dokumentalny zrealizowany w Rumunii zza kulis branży porno, gdzie przeprowadzono wywiady z Titusem Steelem.
W 2010 wziął udział w specjalnym interaktywnym projekcie on-line Saboom.
W listopadzie 2018 gościł w kulinarnym reality show Antena 1 Kucharze na noże (Chefi la cuțite).

## Życie prywatne
Był żonaty z rumuńską aktorką porno Fanny Steel. W 2002 poznał na planie filmowym rumuńską aktorkę filmów porno Jasmine Rouge, właśc. Ștefania Pătrășcu. Razem nakręcili scenę w pierwszym rumuńskim filmie dla dorosłych P. Stars, a także wystąpili w filmie Chrisa Rolie In All Internal 1 (2007). 1 maja 2013 w cerkwi św. Spirydona w Bukareszcie zawarli związek małżeński. Mają córkę Marylin (ur. 2017).
W marcu 2012 Jasmine Rouge otrzymała ofertę od niemieckiego milionera i biznesmena Marcusa Franka Adolfa Eberhardta, syna aktorki Zsy Zsy Gabor i księcia von Anhalt Frédérica, który zaproponował jej 30 tys. euro za noc z nim; jednak jej mąż Titus Steel odmówił, twierdząc, że to nie jest prostytutka.

## Nagrody i nominacje
| Rok  | Nagroda             | Kategoria                                      | Film                          | Inni wykonawcy                                               | Rezultat  |
| ---- | ------------------- | ---------------------------------------------- | ----------------------------- | ------------------------------------------------------------ | --------- |
| 1998 | Venus Award         | Nowy przybysz                                  | –                             | –                                                            | Wygrana   |
| 2000 | Venus Award         | Najlepszy aktor                                | –                             | –                                                            | Wygrana   |
| 2002 | Venus Award         | Najlepszy aktor (Niemcy)                       | –                             | –                                                            | Wygrana   |
| 2003 | AVN Award           | Najlepsza scena seksu analnego                 | Debauchery 12 (2002)          | Sandra Romain, David Perry, Franco Roccaforte i Steve Holmes | Nominacja |
| 2004 | European-X-Award    | Najlepszy aktor (Niemcy)                       | –                             | –                                                            | Nominacja |
| 2006 | Amor                | Najlepszy aktor                                | –                             | –                                                            | Wygrana   |
| 2010 | AVN Award           | Najlepsza scena seksu w produkcji zagranicznej | All Internal 9 (2009)         | Cherry Jul, Frank Gun i James Brossman                       | Nominacja |
| 2010 | Venus Award         | Najlepszy aktor                                | –                             | –                                                            | Wygrana   |
| 2010 | Venus Award         | Najlepsza seria wideo (międzynarodowa)         | Titus on Tour (Erotic Planet) | –                                                            | Wygrana   |
| 2010 | Erotixxx Award      | Najlepszy aktor                                | –                             | –                                                            | Wygrana   |
| 2015 | Erotic Lounge Award | Nagroda fanów: Najlepszy aktor                 | –                             | –                                                            | Nominacja |
| 2017 | EroAward            | Najlepszy aktor porno                          | –                             | –                                                            | Nominacja |